# Elise Alsand
Elise Margrete Alsand-Larsen, née le 26 septembre 1972, est une ancienne handballeuse internationale norvégienne.
En club, elle a notamment évolué au Nordstrand IF et au Vag HK.

## Palmarès

### Sélection nationale
- Championnat d'Europe
  -  vainqueur du Championnat d'Europe 1998,  Pays-Bas